# Cimetière nouveau de Chelles
Le cimetière nouveau de Chelles, parfois appelé cimetière de l'Est, est un lieu d'inhumation à Chelles, dans le département de Seine-et-Marne, en France.

## Situation et accès

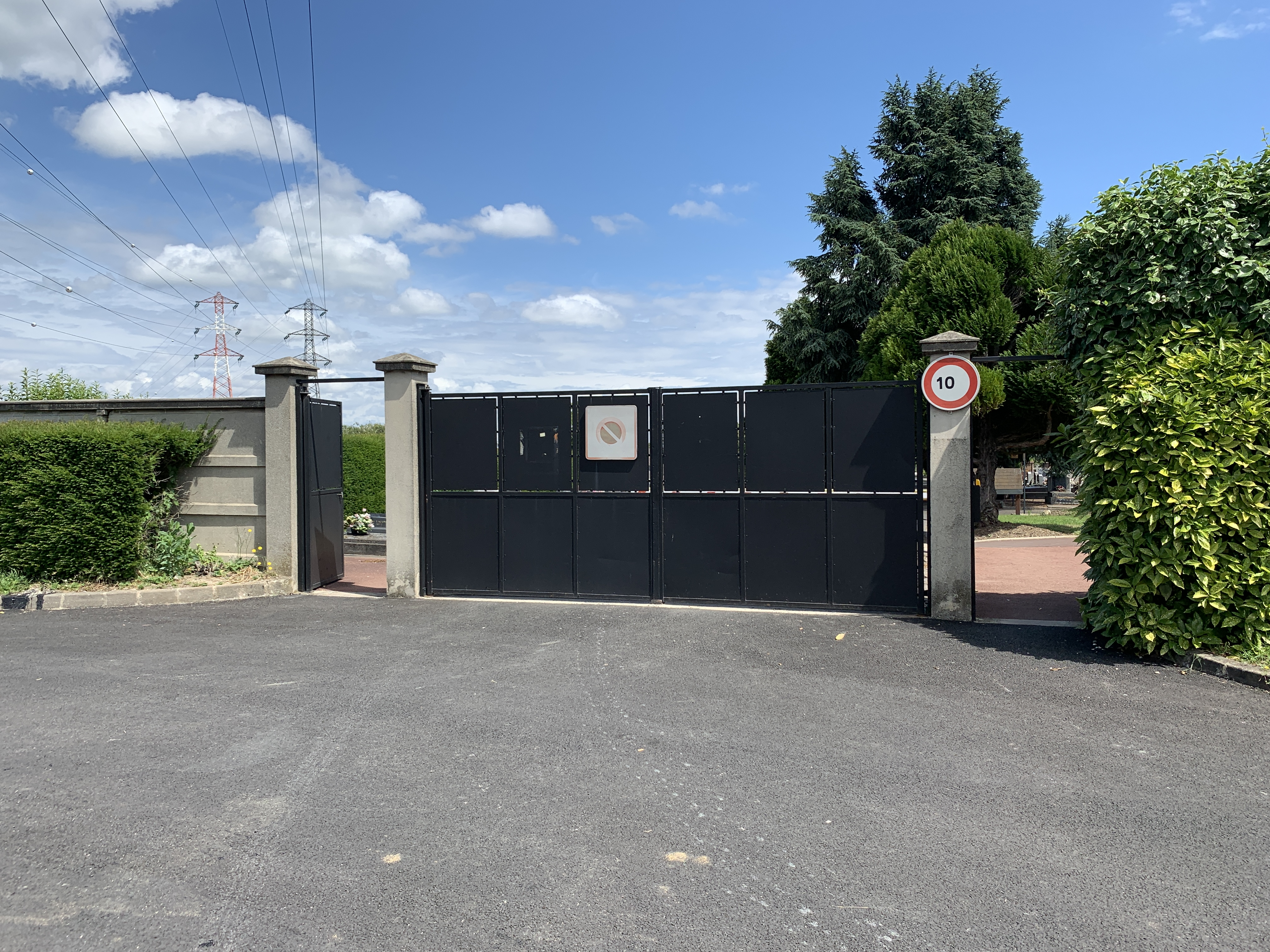
Cimetière nouveau de Chelles.

Il est situé avenue de Claye, à deux-cent mètres de l'ancien cimetière. Son terrain entoure le poste électrique de Galères, dont les câbles surplombent les tombes.

## Historique
Depuis le début du XXe siècle, la commune constate que le cimetière ancien ne suffit plus à l'augmentation de sa population et prend la décision d'en construire un nouveau, faisant à cet effet, en 1934, l'acquisition d'un terrain idoine. Ce n'est qu'en 1954 que le nouveau cimetière voit le jour. La population allant toujours s'accroissant, il est agrandi à partir de 2016 avec 1500 concessions supplémentaires, sur un terrain de 8000 mètres carrés. À cette occasion s'effectue la reprise de concessions échues ou abandonnées.
En 2017, la mairie exprime son refus d'y inhumer Karim Cheurfi, auteur de l'attentat du 20 avril 2017 sur l'avenue des Champs-Élysées à Paris, si la famille en faisait la demande, afin d'éviter tout trouble à l’ordre public,.
Comme l'ensemble des cimetières de France, son accès était interdit pendant le confinement dû à la pandémie de Covid-19. Le maire de la ville, ému des situations dramatiques que vivaient certains habitants ayant perdu des proches, a pris la décision, avec accord de la préfecture, d'autoriser la réouverture de ce cimetière ainsi que celle du cimetière ancien,.